# Кувыка
Кувыка — село в Татищевском районе Саратовской области.

## География
Село расположено в юго-западной части Татищевского района при впадении Грязнухи в Идолгу, на левом берегу реки Идолга, в 35 километрах от Саратова и 7 километрах от районного центра посёлка Татищево.

## История
Согласно распространённой, но документально не подтверждённой версии, село Кувыка было основано уже в 1599 году, что делает его одним из старейших населённых пунктов области.
Кувыка впервые была отмечена на карте в конце XVIII столетия.
Жители село кроме сельского хозяйства занимались ремёслами, наиболее развитыми из которых были вязание из шерсти, пеньки и ниток чулков, перчаток и варежек, выделка валенок, покраска шерсти и производство кушаков.
В 1859 году в этом населенном пункте насчитывалось 117 дворов, в которых проживали 454 мужчины и 467 женщин. Имелись мельница и почтовая станция. В конце XIX века в съёмном доме разместилась и стала работать церковно-приходская школа, приписанная к Никольской церкви Марииновки.
Революцию 1905 года сельчане приветствовали и даже приняли активное участие в крестьянском народном движении. В 1912 году на средства одного из помещиков был сооружён мост через Идолгу. 2 (15) ноября 1914 года при церковно-приходской школе освятили алтарь во имя святого Архангела Михаила.
В конце 1920-х годов в эксплуатацию была сдана просторная по тем временам деревянная семилетняя школа. В годы Великой Отечественной войны 107 жителей села не вернулись из фронта. В 1960 году школа была преобразована в начальную и долгое время размещалась в разных приспособленных под занятия помещениях, после чего в 1976 году въехала в новое специально построенное здание с двумя просторными классами и большим коридором. В поздний советский период Кувыка относилась к Октябрьскому сельсовету и была центром колхоза "Заречный".

## Население
Население села — 703 чел..

## Инфраструктура
В настоящее время на территории Кувыки функционирует открытая 14 сентября 1992 года в новом двухэтажном здании неполная средняя школа, работает фельдшерско-акушерский пункт, коллективное хозяйство "Заречное", магазины, библиотека. 

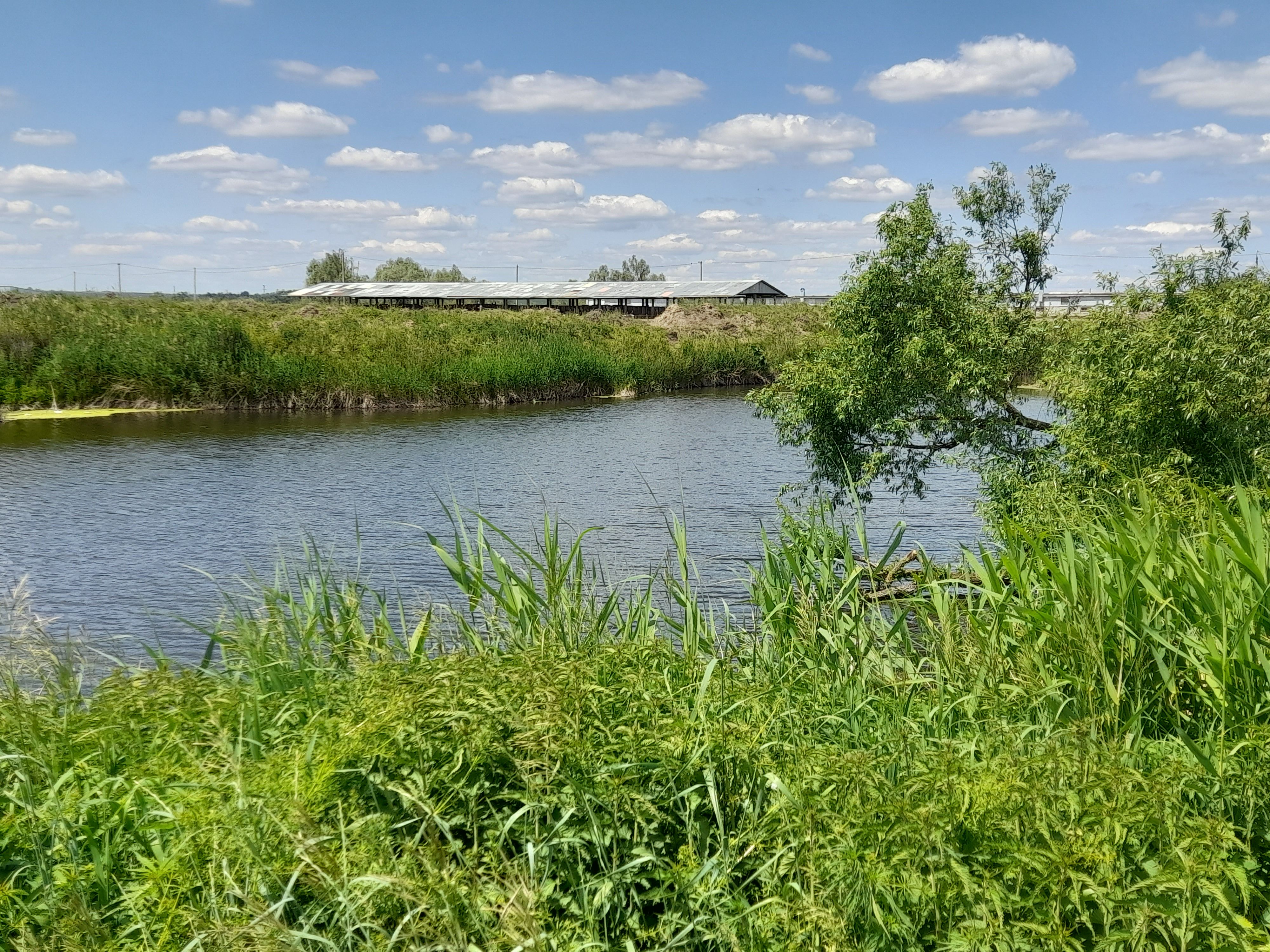
Река Идолга у Кувыки

28 октября 2002 года в Кувыке было зарегистрировано ООО «Лето 2002» пришедшее на смену колхозу. В настоящее время сельскохозяйственное предприятие осуществляет свою деятельность по направлениям растениеводство и животноводство.
В 2004 году в Кувыке построили новый мост через Идолгу и проложили асфальтированную дорогу.
Сельский клуб работал до 2009 года, после чего был закрыт, но позднее возобновил свою деятельность в старом здании 1936 года постройки.
В феврале 2022 года было начато строительство быстровозводимого храма иконы Божией Матери «Спорительница хлебов», который с апреля 2022 года функционирует, ведутся богослужения.
В центре села благоустроен парк, на территории которого размещён обелиск, установленный в 1975 году в память о погибших в годы Великой Отечественной войны. Фамилии земляков, не вернувшихся с войны, размещены на мемориальных табличках.

## Знаменитые земляки
В селе родились:
- художник Валентина Яковлевна Григорьева;
- Герой Советского Союза Григорий Фролович Шигаев - его именем названа центральная улица села.

## Фотогалерея

Виды села
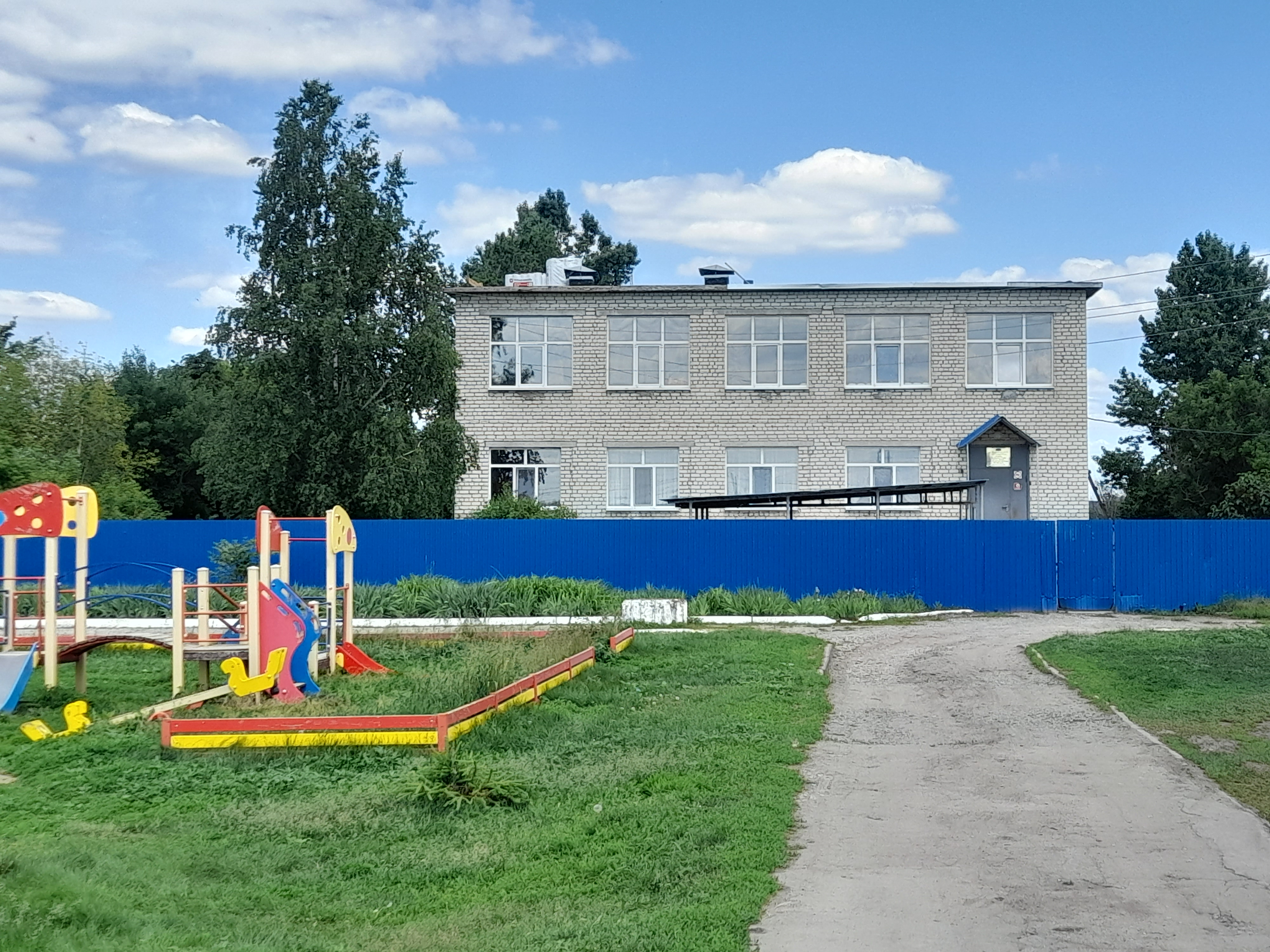
Школа
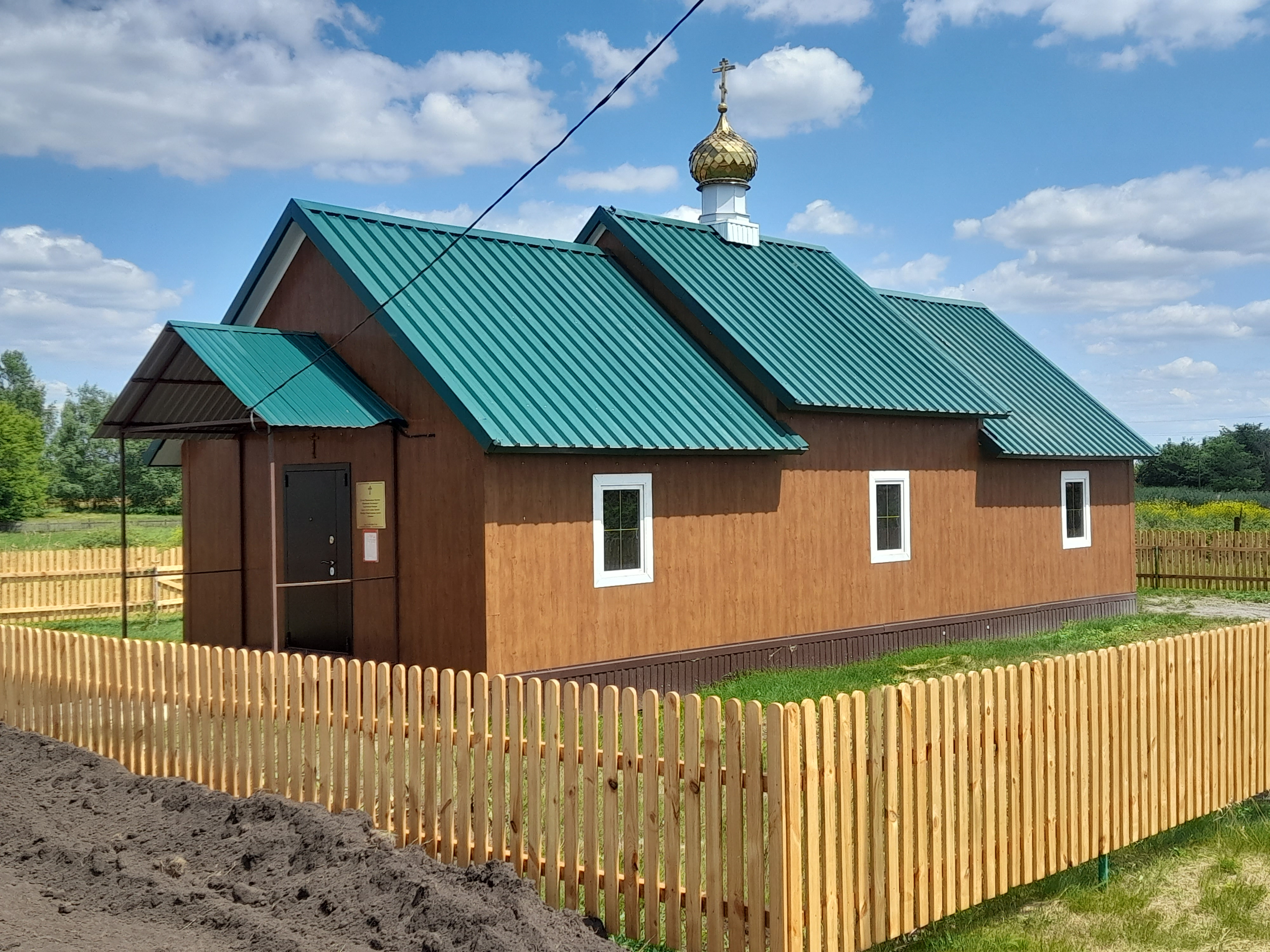
Храм
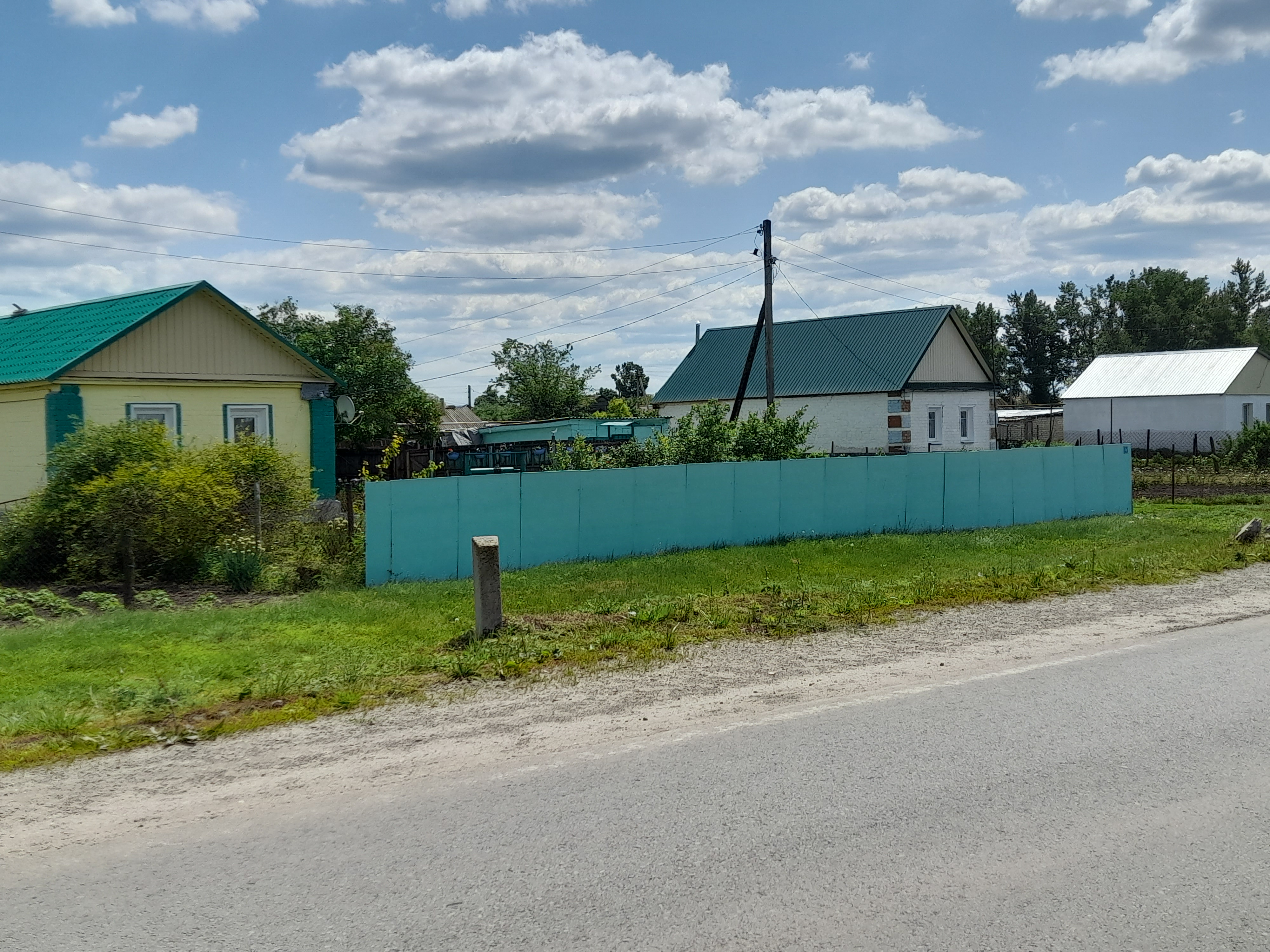
Улица Молодёжная
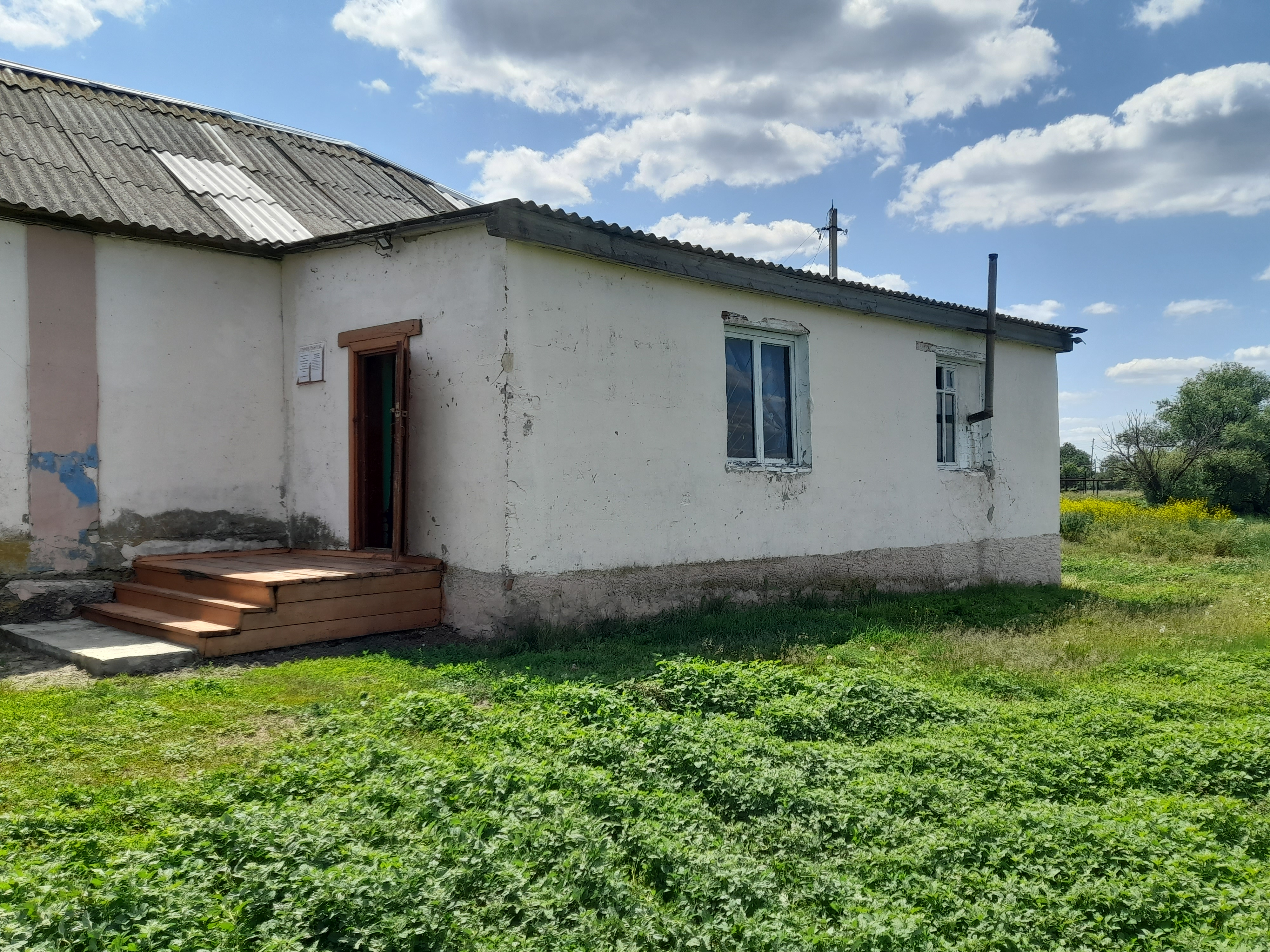
Сельский дом культуры
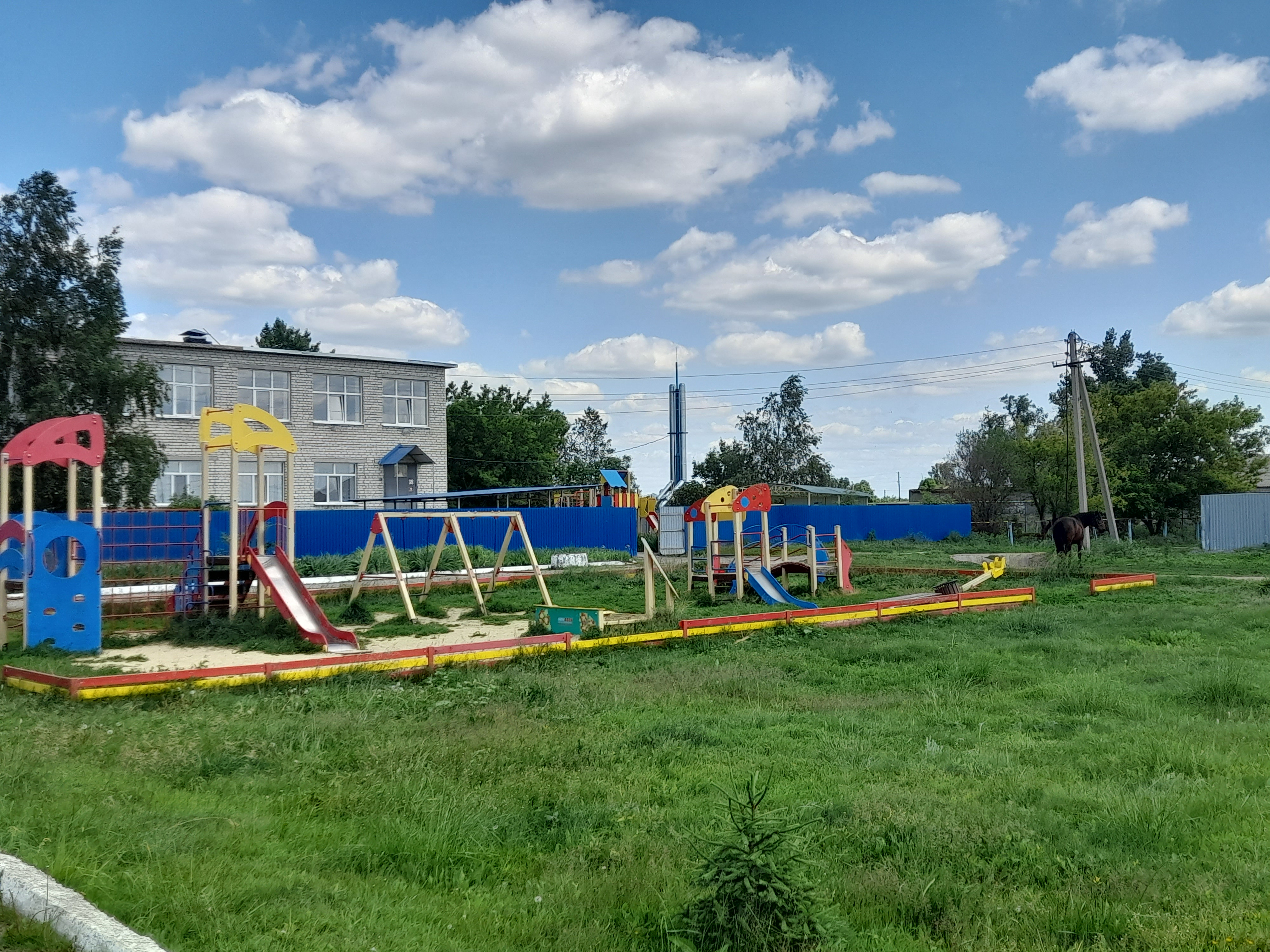
Детская площадка

Память села
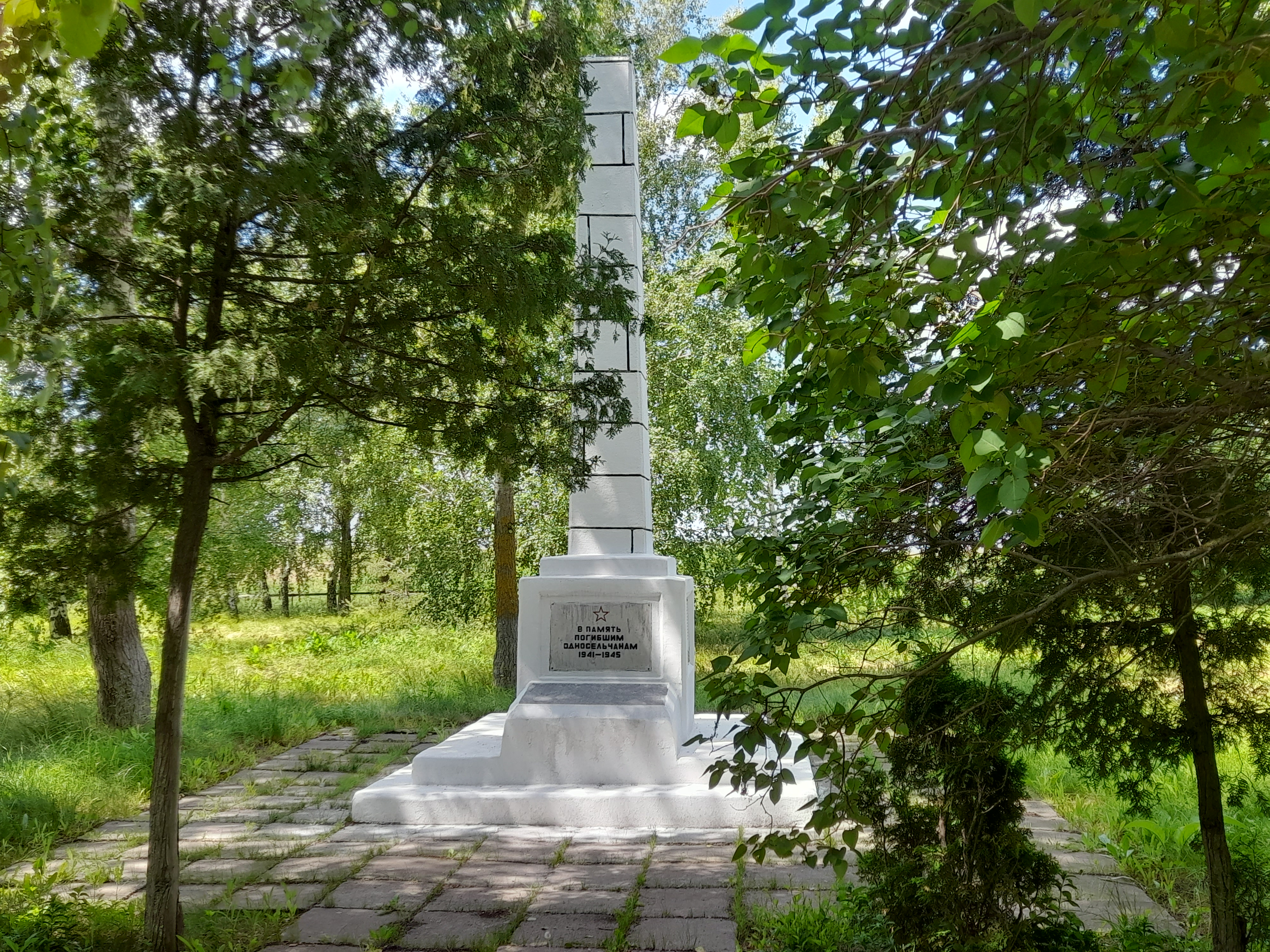
Обелиск
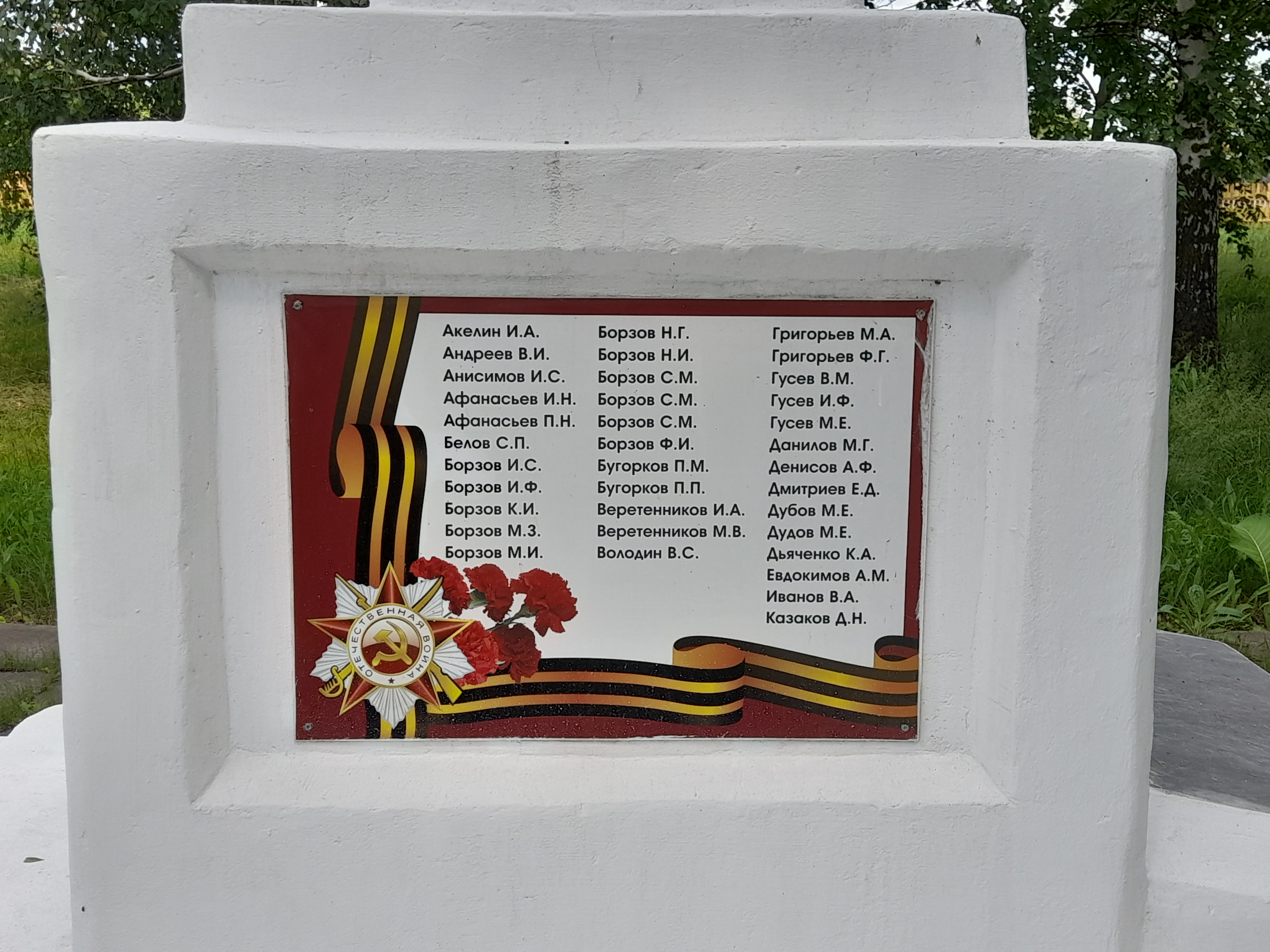
Списки погибших ветеранов А-К
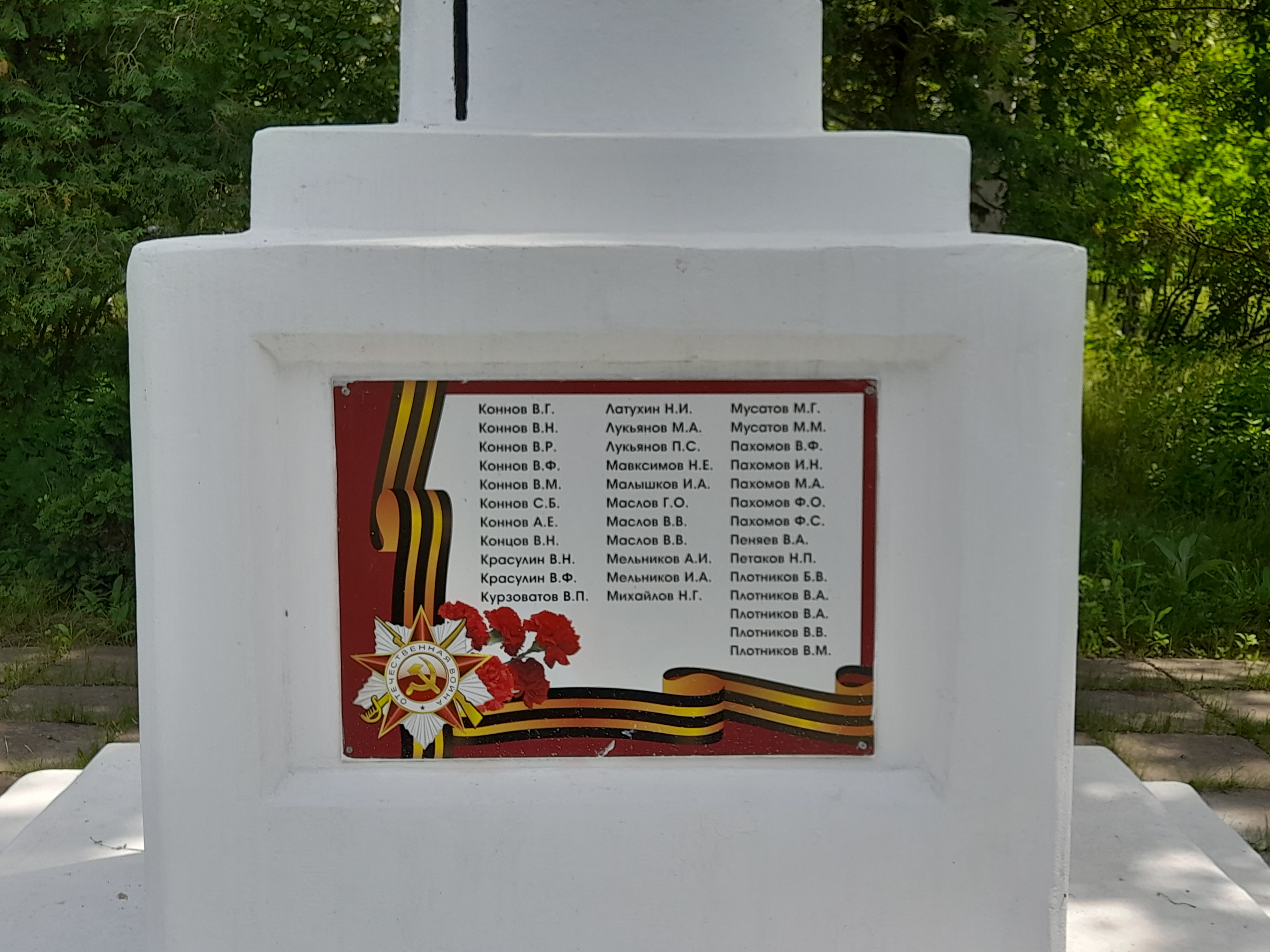
Списки погибших ветеранов К-П
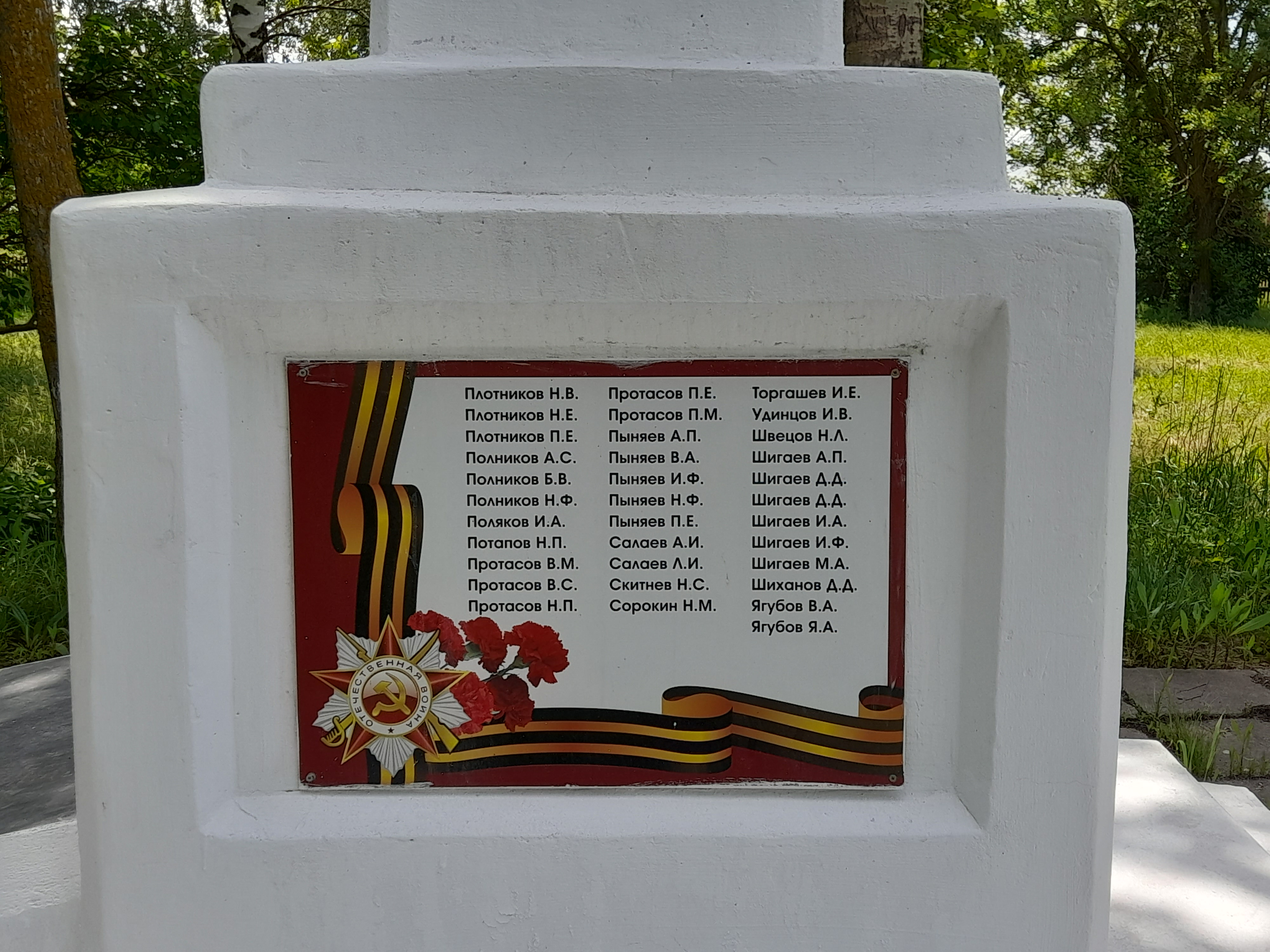
Списки погибших ветеранов П-Я
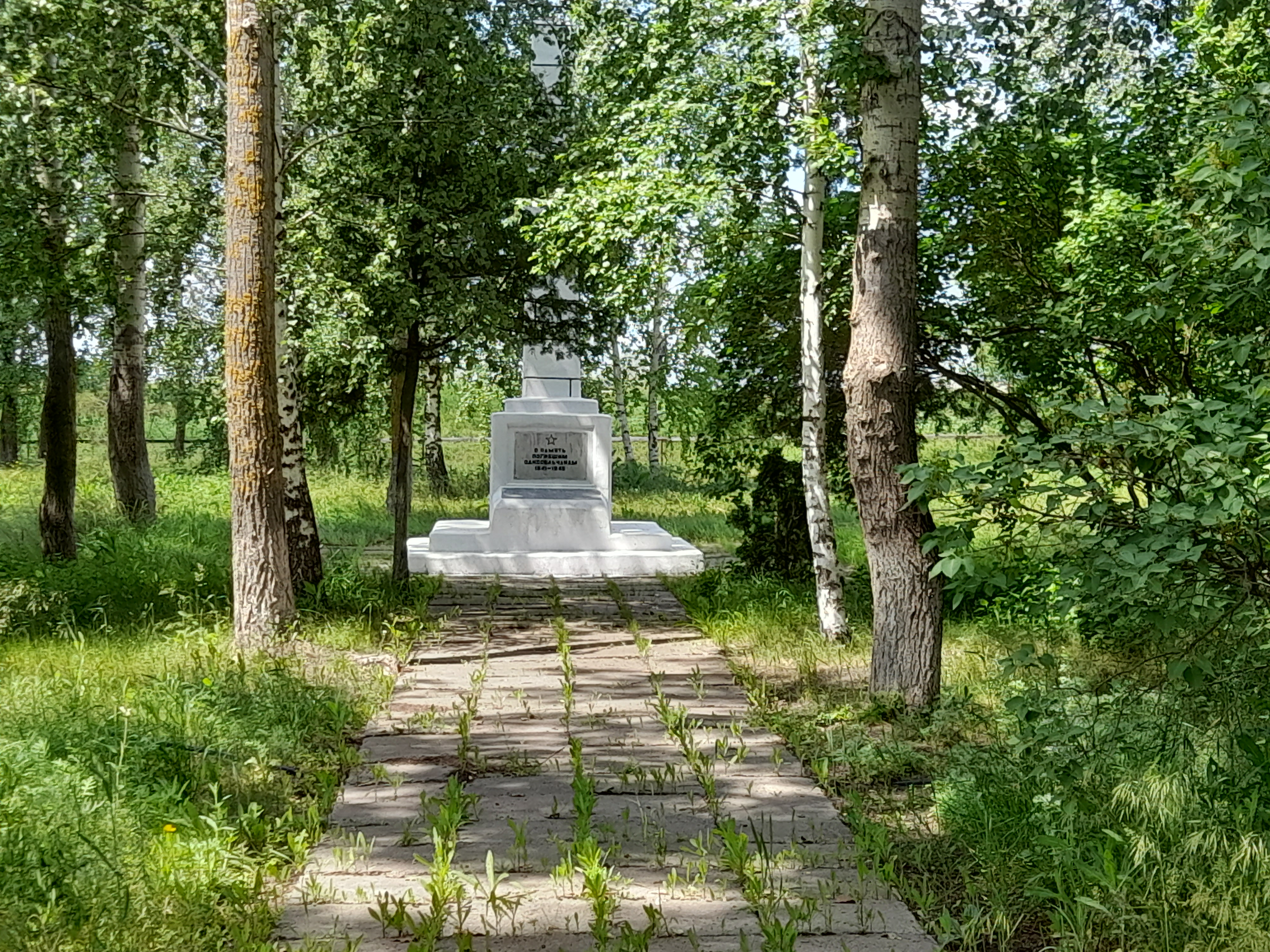
Парк у Обелиска